# Виден Апостолов
Виден Апостолов (17 октомври 1941 – 13 ноември 2020) е бивш български футболист, защитник. Клубна легенда на Ботев (Пловдив), където играе между 1960 и 1976 г. На 5-то място във вечната ранглиста по участия в А група с 444 мача – 15 за Локомотив (София) и 429 за Ботев.

## Биография
Родом от село Курило, днес квартал на Нови Искър, Апостолов започва състезателната си кариера в местния клуб Искър. През 1958 г. е привлечен в Локомотив (София), с чийто екип дебютира в А група. Изиграва общо 15 мача и бележи 1 гол в първенството.
През 1960 г. преминава в Ботев (Пловдив). Дебютира на 6 ноември 1960 г. в мач срещу Спартак (Пловдив), който завършва 3:3. Бързо се налага в основния състав и играе за „канарчетата“ в продължение на 16 години. През сезон 1961/62 с отбора печели първия си трофей – националната купа. Играе 90 минути във финала срещу Дунав (Русе) на 12 август 1962 г., спечелен с 3:0. Месец по-късно дебютира с Ботев в евротурнирите при загубата с 2:3 като гост срещу Стяуа (Букурещ) в КНК. На 19 септември 1962 г. бележи един от головете за победата с 5:1 срещу румънците в реванша в Пловдив. Общо изиграва 11 мача в евротурнирите – 2 в КЕШ, 3 в Купата на УЕФА и 6 в КНК.
През сезон 1966/67 Апостолов е един от основните футболисти в състава на Ботев, който печели титлата в А група. По време на кампанията изиграва 29 мача. През 1971 г. получава купата за индивидуално спортсменство. През 1972 г. с отбора става носител и на Балканската купа. „Заслужил майстор на спорта“ от 1975 г. Прекратява състезателната си кариера на 35-годишна възраст. Последния му мач е на 4 септември 1976 г. срещу Ботев (Враца) – 1:1.
Има 22 мача за А националния отбор и отбелязва 3 гола, 5 мача за Б националния, 2 мача за младежкия и 8 мача с 2 гола за юношеския национален отбор.
Завършва ВИФ „Георги Димитров“. След приключване на кариерата си повече от десетилетие е ръководител в Ботев (Пловдив), Марица и Спартак (Пд), шеф на Зоналния съвет на БФС в Пловдив.
Почива внезапно на 13 ноември 2020 г.

## Успехи
Ботев (Пловдив)
- А група –  Шампион: 1966/67
- Национална купа –  Носител: 1961/62
- Балканска купа –  Носител: 1972